# VI округ (Будимпешта)
VI округ (мађ. VI. kerület) или Терезварош (мађ. Terézváros) је један од 23 округа Будимпеште.